# متصورة (دورة الحياة)

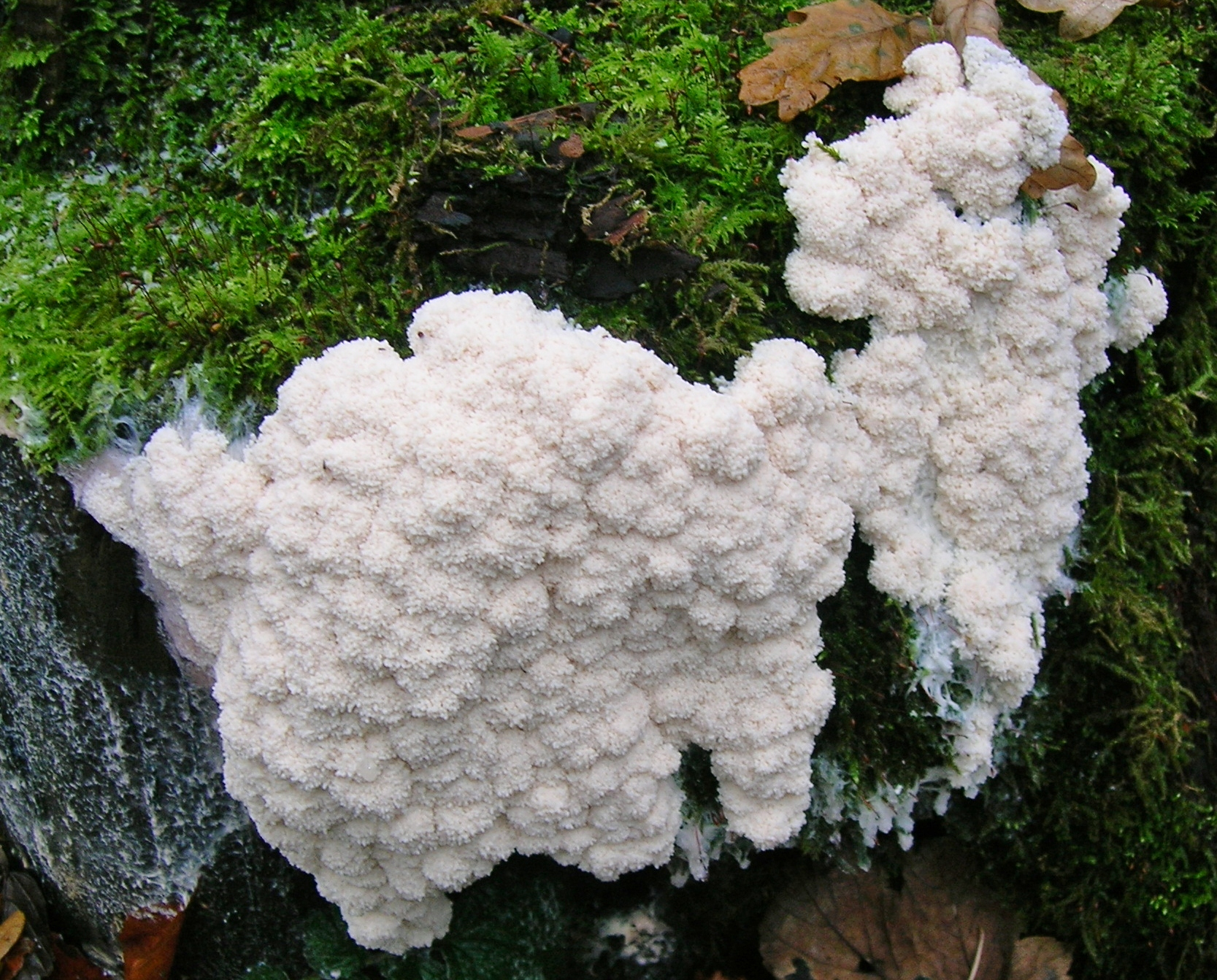
صور لبعض الأعفان والطفيليات

المُتصوِّرة هي بنية حية من السيتوبلازم تحتوي على العديد من النوى، بدلاً من أن ينقسم إلى خلايا فردية مع نواة واحدة لكل منها.
تُعرف المتصورة بتواجدها في العفن الغروي، ولكنها توجد أيضًا في طفيلي مُخاطِيَّات الأَبواغ، وبعض الطحالب مثل كلوراشنيوفيت [الإنجليزية].

## البنية
المتصورة هي أميبية متعددة النوى مُجَرَّد من السيتوبلازم تحتوي على العديد من النوى ثنائية المجموعة الكروموسومية. تنشأ البنية الناتجة عن الخلية المتنوية، عن طريق العديد من الانقسامات النووية دون عملية الانقسام السيتوبلازمي، والتي في الكائنات الحية الأخرى تسحب الخلايا المقسمة حديثًا بعيدًا عن بعضها. وفي بعض الحالات، يكون البنية الناتج عبارة عن نسيج مخلى، ينشأ من اندماج الخلايا بعد الانقسام. وفي ظل ظروف مناسبة، تتمايز المتصورة وتشكل الأجسام المثمرة التي تحمل الأبواغ في أطرافها.